# コペンハーゲンの海戦
コペンハーゲンの海戦（コペンハーゲンのかいせん、英: Battle of Copenhagen、丁: Slaget på Reden）は、1801年4月2日にデンマークのコペンハーゲン近くに停泊していたデンマーク海軍の艦船群とイギリス艦隊が戦った海戦。もともとデンマークの海軍力がフランスに合力することをイギリスは警戒しており、これに双方の外交上の行き違いが重なって戦闘が発生した。イギリス海軍は艦船の喪失なしで、デンマーク艦船15隻を破壊・捕獲して大勝した。
海戦後に改めて交渉が行われた。デンマークは安易に武装中立同盟を離脱してイギリスに与すれば、親フランス的なロシア皇帝パーヴェルを刺激することになると警戒していたが、皇帝の死を知らされロシアの報復を恐れる必要がなくなったため、イギリス側の条件に同意した。

## 背景
この戦いは、1800年の後半から翌年初めに掛けての、フランス革命戦争に係わるいくつかの外交的失敗の結果だった。フランスに対してイギリスが持っている優位はまずその海軍力であったので、イギリス海軍はフランス港に出入りしている中立国の船を臨検し、それらがフランスと取引していると考えられる場合にはその貨物を押収した。
狂信的なロシア皇帝パーヴェルは、イギリスの同盟国であったにもかかわらず、スカンディナヴィア、プロイセンとロシアから成る武装中立同盟を組織し、フランスとの間で自由貿易を行った。イギリスにとってこの同盟はフランスを大きく利するものであり、深刻な脅威であった。同盟はイギリスの行っているフランスへの封鎖に敵対するものであり、スカンディナヴィアからフランスへの材木と海軍軍需品の供給を意味していた。
1801年初め、イギリス政府は同盟を解散させることを目的として、グレート・ヤーマスで艦隊を編成した。イギリスとしては、バルト海の氷が解け、クロンシュタットとレバル（現タリン）からロシア艦隊が行動できるようになる前に行動を起こす必要があった。もしロシア艦隊がスウェーデンやデンマーク＝ノルウェーの艦隊と合流したら、その連合艦隊は最高123隻の戦列艦を有する恐るべき脅威となるはずだった。イギリス艦隊はハイド・パーカー提督と副将のホレーショ・ネルソンが指揮していたが、ネルソンはエマ・ハミルトンとの関係に気を取られて低調な時期であり、61歳のパーカーは18歳の若妻を娶ったばかりでグレート・ヤーマスから出航するのを渋っていた。
ネルソンから友人であり海軍本部の委員でもあるトーマス・トラウブリッジ艦長に宛てた手紙によれば、海軍大臣セント・ヴィンセント卿からの個人的なメモによってようやく3月12日に艦隊がヤーマスから出航することになったとのことである。パーカーに下された命令は、コペンハーゲンに赴き「友好的な合意か、さもなければ具体的な実力行使によって」デンマークを同盟から脱退させることだった。そしてそれが成った暁には、遅滞なくレバルとクロンシュタットのロシア艦隊を叩くことになっていた。イギリス艦隊は3月19日にスカーイェンに到着したが、そこでイギリスの外交官からデンマークが最後通告を拒絶したことを告げられた。
海軍本部から、必要なら力によってでも同盟を破棄させよと命じられていたにも係わらず、パーカーは用心深い性格だったため行動は緩やかだった。パーカーは危険な艦隊の合流が実現しないよう、バルト海を封鎖することを考えていたが、ネルソンはお互いに敵対しているデンマークとスウェーデンを無視して一気にバルト海に攻め込み、ロシアと戦うことを望んでいた。結局ネルソンはサー・ハイドを説得し、コペンハーゲン沖に集結しつつあるデンマーク艦隊を攻撃することを認めさせた。スウェーデンのカールスクルーナからデンマーク艦隊の支援にやってくるはずの艦隊は、逆風のため到着できないと考えられた。またプロイセンの海軍は極めて小規模であって、援助の役には立たなかった。3月30日、イギリス艦隊はデンマークとスウェーデンの間の狭い海峡を通り抜け、デンマークの砲からできるだけ距離をとって、スウェーデンの海岸近くに進んだ。幸いなことにスウェーデンの砲台は沈黙したままだった。
パーカーの行動の遅れによって、デンマーク艦隊は有利な位置を占めており、攻撃は困難であった。デンマーク艦の多くは航海に適しておらず、航海不能な古い船殻と一緒に岸に沿って固定されていたが、まだアマ島の東海岸沖、市街地の前面の「王の水路」の浮砲台として、強大な火力を有していた。その列の北端には68門（すなわち戦列艦1隻とほぼ同じ）の砲を持つ「トロクレナ」（「3つの王冠」 - デンマーク、ノルウェー、スウェーデンのこと）要塞があった。要塞の北、コペンハーゲン港の入り口には、2隻の戦列艦と1隻の大型フリゲートおよび2隻のブリッグが装備を完了して待機しており、ほかに2つの浮砲台もあった。陸上砲台はデンマーク艦の戦列と陸岸の間の海面ばかりか、さらにその先、入口の水路を扼している中央の大きな砂州「ミッデルグルンド」までをカバーしていた。イギリス艦隊には信頼できる海図も水先案内人もなかったため、トマス・ハーディ艦長は3月31日の夜間のほとんどを費やして測深し、デンマーク艦隊までの経路を調査した。しかしそれでもイギリス艦は水路の最深部分を見つけることができなかったので、遠く離れた海上に留まっていた。
陸上の固定砲台は、安定性が高く口径が大きかったため、艦砲の威力を大きく凌いでいた。加えてデンマーク艦隊は戦いながら補給を行い、一時的な艦長の交代さえ可能だった。一方でデンマーク艦隊は雑多な寄せ集めであり、多くは小型だったため、ネルソン艦隊と渡り合えば砲力で圧倒されると思われた。

## 戦闘

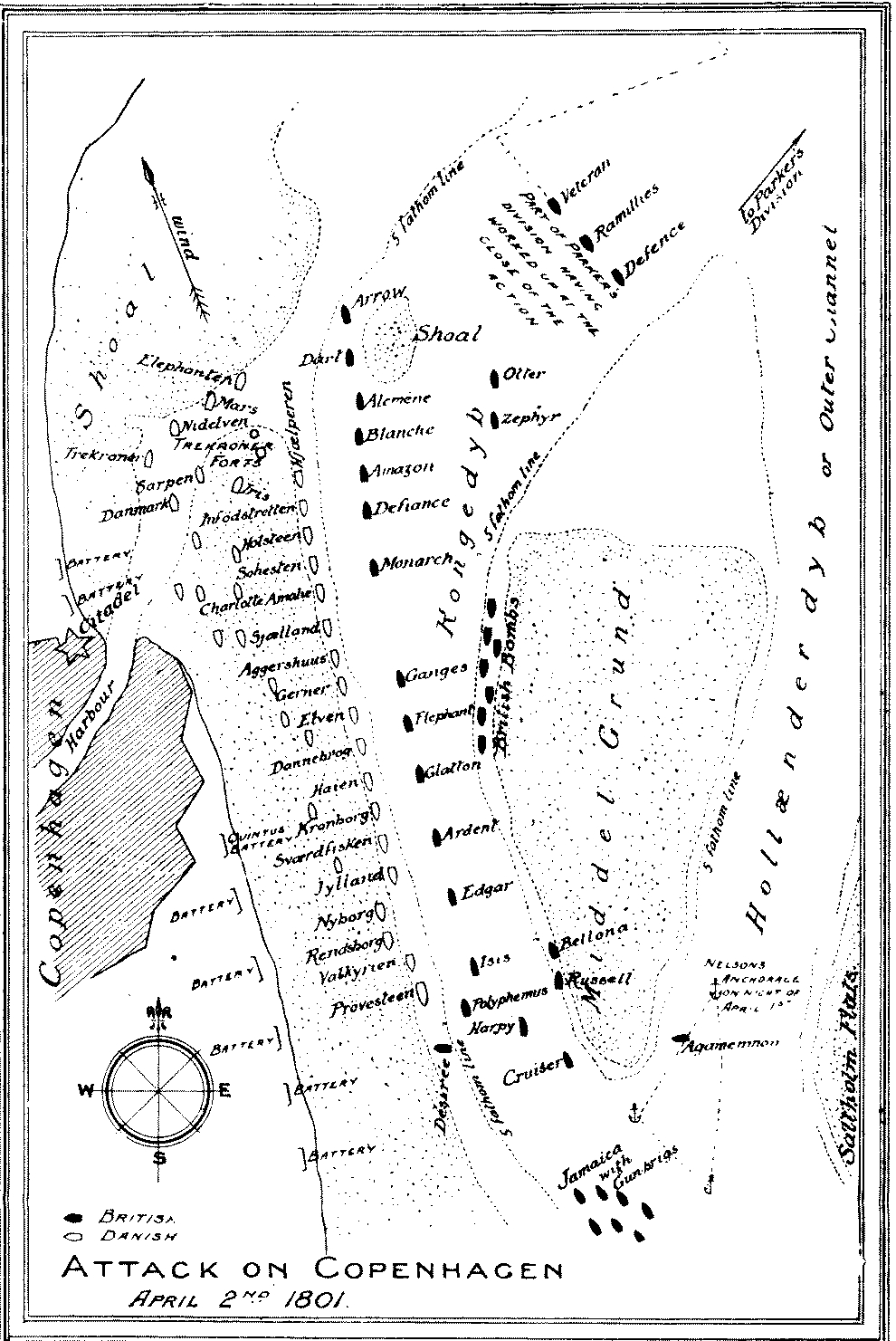
戦闘の模様

ネルソンは事前の示威を主張したが、パーカーはそれを認めず、要求の提示は1隻のフリゲートによって行われた。デンマーク＝ノルウェーは交渉を拒否した。
パーカーはネルソンに艦隊の中でも喫水の浅い、小型の戦列艦12隻を委ねた。そして自らは残りの艦とともに戦場の北東にとどまって外部の干渉からネルソンを護り、北の防御陣地と交戦するためにコペンハーゲン方面に進出した（「バウンティ号の反乱」で有名なウィリアム・ブライ艦長がこのときネルソン艦隊の1隻、戦列艦「グラットン」を指揮していた。）。
ネルソンの計画では、イギリス艦隊はまずデンマークの防御の比較的手薄な南側から敵戦列に沿って進入する、というものだった。まず先頭の艦がデンマーク艦の舷側に接近し、その位置に投錨したうえで交戦する。他の船はその外側を通過し、次の艦が次のデンマーク艦と交戦する。以下同様に各艦が戦闘に突入するという計画である。またフリゲート「デジレー」は小型ブリッグを伴ってデンマーク戦列を南側から掃射し、フリゲート「アマゾン」のリュー艦長が指揮するフリゲート戦隊は北側から攻撃することになっていた。そしてひとたび艦隊がデンマーク艦隊を制圧したならば、陸上部隊がトロクレナ要塞を襲撃する手はずだった。イギリス艦隊の外側には砲艦が位置し、戦列越しにデンマーク部隊を砲撃する予定になっていた。イギリス艦隊がより強力な北側の防衛陣地を制圧できないときは、南側の船を排除して砲艦が市街地に接近し、市街地を砲撃するという脅しのもとに交渉を強要することになっていた。
4月1日の南風に乗って、ネルソンは慎重に砂州の間を通る針路を進んだ。しかし水路に入る前に「アガメムノン」が座礁し、戦いに参加できなくなった。また「ラッセル」と「ベローナ」もミッデルグルンドに座礁し、ほとんど戦いに寄与できなかった。3隻の艦の損失により、戦列を急いで再編する必要が生じ、結果として北端部の戦力の低下を招いた。
デンマークの砲台は、午前10時5分に発砲を開始した。最初の1時間半はイギリス艦隊の前半部がそれと交戦し、全体が交戦に入ったのは11時30分になってからだった。イギリス艦隊は所定の位置に着いた後はほとんど動かなかった。イギリス艦はデンマーク艦隊および砲台から、比較的離れた、およそ1ケーブル（240ヤード）の位置に艦尾から錨を打った。そして一方の船が発砲をやめるまで、舷側砲火を交わした。イギリス艦隊は激しい抵抗にさらされた。一つは彼らが低い位置からの浮砲台に注意していなかったためであり、またデンマーク部隊の勇敢な戦いぶりによるものであった。北側のデンマーク艦は、装備も要員も完備していたが、パーカー戦隊がゆっくりとしか近づいてこられない風向きであったにもかかわらず、戦いに加わろうとはしなかった。
午後1時になっても戦いはまだたけなわであった。デンマーク艦「Prøvesteenen」の強力な砲火は、もし「ポリフェモス」によって支援された「デジレ」が砲火を浴びせなかったならば、「イシス」を破壊しているところだった。「モナーク」もデンマーク艦「Holsteen」と「Sjælland」の双方から砲撃を受け、苦戦していた。

パーカーは砲煙のために戦闘の状況を良く確認できず、座礁した3隻の信号（「ベローナ」と「ラッセル」の遭難信号と「アガメムノン」の行動不能信号）を見ることができるだけだった。ネルソンが戦いを中止したくても命令なしではそれが出来ない（戦争交戦規則は、すべての将兵に、戦いにおいては敵に対して全力を尽くすよう要求していた。）と考えたパーカーは、午後1時30分、旗艦先任艦長にこう言った
「私は、ネルソンが後退することができるように信号を挙げようと思う。もし彼が戦闘を続けられる状態ならば、それを無視すればよいし、そうでないならば、それを理由に退却することができる。その場合、彼が非難されることはない」
ネルソンはその信号の受信応答はしたが、戦隊への中継はしないように命じた。彼は先任艦長フォーリーを振り向いてこう言った。「フォーリー、君は知っているな、私は片目が見えん。 — 時々盲目になるんだ」、そして望遠鏡を見えないほうの目に当てるとこう言った、「本当に信号が見えんぞ！」。ネルソンの副将であるトマス・グレーブズ少将は信号を中継したが、他のほとんどの艦からは見えず、戦隊はネルソンがマスト上に掲げ続けた「交戦セヨ」の信号に従っていた。しかしネルソン配下の艦長でひとりリューのみがネルソンの旗艦「エレファント」を見ることができず、パーカーの信号に従った。リューはトロクレナ要塞を攻撃していた自らの部隊を引き上げたが、そのため逆に要塞の激しい砲火に身をさらしてしまい、命を落とす結果となった。
戦いがイギリスの優勢に転じたのはまさにこのときだった。それは彼らの優れた砲術によるものだった。列の南側の12隻のデンマーク艦の砲火は、彼らが受けた損害のために静まり始め、戦いの中心は北に移った。イギリスの目撃者の記録によると、デンマークの戦列は午後2時までには静かになったということである。

## 参加艦

### イギリス艦隊
ネルソン戦隊
- ポリフィーマス（Polyphemus）：64門、ジョン・ローフォード艦長
- アイシス（Isis）：50門、ジェームズ・ウォーカー艦長
- エドガー（Edgar）：74門、ジョージ・マリー艦長
- アーデント（Ardent）：64門、トマス・バーティー艦長
- グラットン（Glatton）：54/56門、ウィリアム・ブライ艦長
- エレファント（Elephant）：74門、トマス・フォーリー艦長、ネルソン中将旗艦
- ガンジス（Ganges）：74門、トマス・フランシス・フリーマントル艦長
- モナーク（Monarch）：74門、ジェームズ・ロバート・モス艦長
- デファイアンス（Defiance）：74門、リチャード・リタリック艦長、トマス・グレーヴズ少将旗艦
- ラッセル（Russell）：74門、ウィリアム・カミング艦長
- ベローナ（Bellona）：74門、トマス・ボールデン・トンプスン艦長
- アガメムノン（Agamemnon）：64門、ロバート・デヴリュー・ファンコート艦長
- デジリー（Désirée）：36門、ヘンリー・インマン艦長
- アマゾン（Amazon）：32/38門、ヘンリー・リュー艦長
- ブランシュ（Blanche）：36門、グレアム・イーデン・ハモンド艦長
- アルクミニー（Alcmène）：32門、サミュエル・サットン艦長
- ジャマイカ（Jamaica）：24門、ジョナス・ローズ艦長
- アロー（Arrow）：シップ型スループ、ウィリアム・ボルトン艦長
- ダート（Dart）：シップ型スループ、ジョン・フェリス・デヴォンシャー艦長
- クルーザー（Cruizer）：ブリッグ型スループ、ジェームズ・ブリスベーン海尉艦長
- ハーピー（Harpy）：ブリッグ型スループ、ウィリアム・バーチェル海尉艦長
- ディスカヴァリー（Discovery）：砲艦、ジョン・コン海尉艦長
- エクスプロージョン（Explosion）：砲艦、ジョン・ヘンリー・マーチン海尉艦長
- ヘクラ（Hecla）：砲艦、リチャード・ヘザーヒル海尉艦長
- サルファ（Sulphur）：砲艦、ヘンダー・ウィッター海尉艦長
- テラー（Terror）：砲艦、サミュエル・キャンベル・ローリー海尉艦長
- ヴォルケーノ（Volcano）：砲艦、ジェームズ・ワトスン海尉艦長
- ゼブラ（Zebra）：砲艦、エドワード・スニード・クレイ海尉艦長
- オター（Otter）:火船、ジョージ・マッキンリー海尉艦長
- ゼファー（Zephyr）：火船、クロトワージー・アプトン海尉艦長

パーカー部隊（予備）
- ロンドン（London）：98門、先任艦長ウィリアム・ダメット、次席艦長ロバート・ウォーカー・オトウェイ、サー・ハイド・パーカー司令官旗艦
- セント・ジョージ（St George）：98門、トマス・マスターマン・ハーディ艦長
- ウォーリア（Warrior）：74門、チャールズ・タイラー艦長
- ディフェンス（Defence）：74門、ヘンリー・ポレット艦長
- サターン（Saturn）：74門、ロバート・ランバート艦長
- ラミリーズ（Ramillies）：74門、ジェームズ・ウィリアム・タイラー・ディクスン艦長
- レゾナブル（Raisonnable）：64門、ジョン・ディルクス艦長
- ヴェテラン（Veteran）：64門、アーチボルド・コリングウッド・ディクスン艦長

### デンマーク＝ノルウェー艦隊
フィッシャー戦隊（王の泊地）（北から南への配置順。Siælland と Holsteen は船齢のため万全の状態ではなかった。）
- HDMS Prøvesteenen：52/56門（3層戦列艦を2層にした海防艦）、L・F・ラッセン艦長
- HDMS Wagrien：48/52門 (2層戦列艦)、F.C. Risbrich艦長
- HDMS Rendsborg：20門（pram）、C.T.Egede海尉艦長
- HDMS Nyborg：20門（pram）、C.A. Rothe海尉艦長
- HDMS Jylland：48/54門（元70門2層戦列艦）、E.O.Branth艦長
- HDMS Sværdfisken：18/20門（筏）、S.S.Sommerfeldt次級海尉（Sekondløjtnant）
- HDMS Kronborg：22門（フリゲート）、J.E. Hauch海尉（Premierløjtnant）
- HDMS Hajen：18/20門（筏）、J.N. Müller次級海尉
- HDMS ダンネブロウ（Dannebrog）：60門（戦列艦（旗艦））、F.A. Bruun艦長
- HDMS Elven：10門（フリゲート）、H. Holsten海尉艦長
- 第1号浮砲台：20門
- HDMS Aggershus：20門（海防船（Defensionsfartøj））、T. Fassing海尉
- HDMS Siælland：74門（2層戦列艦）、F.C.L. Harboe艦長
- HDMS Charlotte Amalia：26門（元デンマーク-インド貿易船）、H.H. Kofoed艦長
- HDMS Søehesten：18門（筏）、B.U. Middelboe海尉
- HDMS Holsteen：60門（戦列艦）、J. Arenfelt艦長
- HDMS Indfødsretten：64門（2層戦列艦）、A. de Turah艦長
- HDMS Hielperen：16門（フリゲート）、P.C. Lilienskiold海尉

フィッシャー戦隊（内側の水路）（戦闘には不参加）
- HDMS エレファンテン（Elephanten）：70門
- HDMS Mars：74門
- HDMS Sarpen：18門（ブリッグ）
- HDMS Nidelven：18門（ブリッグ）
- HDMS ダンマルク（Danmark）：74門
- HDMS トロクレナ（Trekroner）：74門（トロクレナ要塞とは別）

防備施設
- トロクレナ（TreKroner）沿岸砲台：68門
- Lynetten沿岸砲台：（砲門数不明）
- Sixtus陸上砲台：（砲門数不明）
- Quintus陸上砲台：（砲門数不明）
- Kastellet要塞：（砲門数不明）

シュテン・ビレ戦隊
これらの艦は戦闘には参加しておらず、またリストも完全ではない。港湾周辺には14隻の戦列艦と、同数の小型艦が温存されていた。
- HDMS Iris：40門
- HDMS Nykøbing
- HDMS Aalborg
- HDMS Christiansund
- HDMS Arendel
- HDMS Langesund
- HDMS オーデンセ（Odense）
- HDMS Flensborg
- HDMS Stege
- HDMS Stavaern
- HDMS Viborg
- HDMS Naskau